# Кошукская волость
Кошукская волость — административно-территориальная единица в составе Туринского уезда Тобольской губернии Российской империи.

## История
В 1912 году в состав Кошукской волости входили следующие населённые пункты:
| Кошукская волость (русская): - Азанушкинский - Белоярская (Посолка) - Бельничный - Большое Городище - Васькова | - Герасимовский - Данилкова Вилка - Десяткина (Ваганова) - Дидлевский - Каратунский - с 27 августа 1928 года город Тавда - Кошукское - волостной центр | - Лаймина - Мало-Городищенское - Ошмарка - Пустынский - Саитковская - Тагильская | Кошукская волость (инородная): - Бильтина - Большое Городище - Большие Чандыри - Гузеева - Кошукское - волостной центр | - Малое Городище - Малые Чандыри - Тагильская - Шайтанка - Янычкова |

В современных административно-территориальных ориентирах Кошукская волость составляла восточную часть Тавдинского городского округа Свердловской области России.

## Известные уроженцы
- Павлик Морозов
- Шишков, Михаил Васильевич